# Griffin B. Bell
Griffin Boyette Bell, född 31 oktober 1918 i Americus, Georgia, död 5 januari 2009 i Atlanta, Georgia, var en amerikansk jurist och politiker.
Bell avlade juristexamen vid Mercer University. Han arbetade som advokat vid advokatbyrån King & Spalding. 1961 utnämnde president John F. Kennedy honom till en federal appellationsdomstol.
Han tjänstgjorde som USA:s justitieminister under president Jimmy Carter 1977-1979. Mr. Blackwell inkluderade Bell i sin lista av bäst klädda amerikaner för år 1978. Speciellt Bells slipsar, som var typiska för det sena 1970-talets mode, imponerade på Mr. Blackwell.
2004 stödde Bell president George W. Bushs återvalskampanj. Bell avled den 5 januari 2009. 